# Comunità montana Montagna di L'Aquila
La Comunità montana Montagna di L'Aquila è una comunità montana abruzzese comprendente 27 comuni della provincia dell'Aquila, la cui sede legale si trova a Barisciano (AQ). Soppressa nel 2013 insieme a tutte le altre comunità montane abruzzesi, opera in regime di deroga del commissariamento.

## Descrizione
Il territorio della comunità comprende la parte settentrionale della provincia, escluso il territorio comunale della città dell'Aquila e include 27 comuni precedentemente parte delle comunità montane Amiternina e Campo Imperatore-Piana di Navelli, soppresse con la legge regionale 27 giugno 2008, n. 10. Nel 2013 anche il nuovo ente è stato soppresso e, insieme a tutte le comunità montane abruzzesi, opera in regime di deroga del commissariamento fino all'emissione del decreto di estinzione dell'ente, con il termine fissato al 31 dicembre 2022.

### Comuni
È costituita da 27 comuni del circondario della città dell'Aquila, escluso il capoluogo stesso:
- Barete
- Barisciano
- Cagnano Amiterno
- Calascio
- Campotosto
- Capestrano
- Capitignano
- Caporciano
- Carapelle Calvisio
- Castel del Monte
- Castelvecchio Calvisio
- Collepietro
- Fossa
- Lucoli
- Montereale
- Navelli
- Ofena
- Pizzoli
- Poggio Picenze
- Prata d'Ansidonia
- San Pio delle Camere
- Sant'Eusanio Forconese
- Santo Stefano di Sessanio
- Scoppito
- Tornimparte
- Villa Santa Lucia degli Abruzzi
- Villa Sant'Angelo